# ألفونسو باراساكي
كان ألفونسو باراساكي أو ألونسو باراسا ‏ ( - ) أسقف سلامنكا من عام 1361 إلى عام 1382، ورجل موثوق به للملك هنري الثاني ملك قشتالة. ويذكره بعض المؤلفين خطأً بأنه كاردينال القديس أوستاكيو. في 12 أغسطس 1363، أسس أخوية أعمال سانتا ماريا دي لا سيدي وسعى إلى زيادة عدد الهبات المُعطاة، في مُحاولة منه للمُساعدة في استكمال كاتدرائية سلامنكا القديمة.